# رافاييل مينديز
رافاييل مينديز (بالإسبانية: Rafael Méndez)‏ (1904 – 1982) لاعب كرة قدم بوليفي راحل كان يجيد اللعب في خط الهجوم .
لعب طوال مسيرته الرياضية في نادي يونيفيرسيتاريو لاباز . شارك مع منتخب بوليفيا في بطولة كأس أمريكا الجنوبية مرتين في 1926 و 1927 وبطولة كأس العالم 1930 في الأوروغواي .

## روابط خارجية
- رافاييل مينديز على موقع الاتحاد الدولي (مؤرشف)  (الإنجليزية)
- رافاييل مينديز على موقع قاعدة بيانات كرة القدم.إي يو (الإنجليزية)
- رافاييل مينديز على موقع ناشيونال فوتبول تيمز (الإنجليزية)
- رافاييل مينديز على موقع Soccerway.com (الإنجليزية)